# Categoría Primera A 1956
Die Categoría Primera A 1956 war die neunte Austragung der kolumbianischen Fußballmeisterschaft. Die Meisterschaft konnte zum ersten und bislang einzigen Mal Deportes Quindío vor Millonarios gewinnen. Torschützenkönig wurde zum ersten Mal ein Kolumbianer, Jaime Gutiérrez von Deportes Quindío mit 21 Toren.
Die Teilnehmerzahl stieg von zehn auf 13 Mannschaften. Deportivo Pereira, Atlético Bucaramanga und Unión Magdalena kehrten zurück und Libertad aus Barranquilla spielte seine erste und einzige Spielzeit. Deportivo Cali wurde auf unbestimmte Zeit von der Teilnahme ausgeschlossen und kehrte 1959 zurück.

## Teilnehmer
Die folgenden Vereine nahmen an der Spielzeit 1956 teil.
| Mannschaft                                          | Stadt        | Departamento       |
| --------------------------------------------------- | ------------ | ------------------ |
| América de Cali                                     | Cali         | Valle del Cauca    |
| Atlético Nacional                                   | Medellín     | Antioquia          |
| Atlético Bucaramanga                                | Bucaramanga  | Santander          |
| Boca Juniors de Cali                                | Cali         | Valle del Cauca    |
| Cúcuta Deportivo                                    | Cúcuta       | Norte de Santander |
| Independiente Santa Fe                              | Bogotá       | Bogotá             |
| Libertad                                            | Barranquilla | Atlántico          |
| Unión Magdalena                                     | Santa Marta  | Magdalena          |
| Independiente Medellín                              | Medellín     | Antioquia          |
| Millonarios                                         | Bogotá       | Bogotá             |
| Deportivo Pereira                                   | Pereira      | Caldas 1           |
| Deportes Quindío                                    | Armenia      | Caldas 1           |
| Deportes Tolima                                     | Ibagué       | Tolima             |
| 1 Quindío und Risaralda wurden erst 1966 gegründet. |              |                    |

## Tabelle
| Pl. | Verein                     | Sp. | S  | U | N  | Tore    | Diff. | Punkte |
| --- | -------------------------- | --- | -- | - | -- | ------- | ----- | ------ |
| 1.  | Deportes Quindío           | 24  | 17 | 3 | 4  | 067:340 | +33   | 37:11  |
| 2.  | Millonarios                | 25  | 16 | 3 | 6  | 048:350 | +13   | 35:15  |
| 3.  | Boca Juniors de Cali       | 24  | 14 | 5 | 5  | 055:440 | +11   | 33:15  |
| 4.  | Cúcuta Deportivo           | 24  | 13 | 6 | 5  | 064:380 | +26   | 32:16  |
| 5.  | Independiente Medellín (M) | 24  | 12 | 6 | 6  | 062:350 | +27   | 30:18  |
| 6.  | Deportes Tolima            | 24  | 12 | 6 | 6  | 048:340 | +14   | 30:18  |
| 7.  | América de Cali            | 24  | 11 | 2 | 11 | 044:460 | −2    | 24:24  |
| 8.  | Libertad                   | 24  | 9  | 3 | 12 | 044:590 | −15   | 21:27  |
| 9.  | Atlético Nacional          | 24  | 8  | 4 | 12 | 053:570 | −4    | 20:28  |
| 10. | Atlético Bucaramanga       | 24  | 5  | 5 | 14 | 034:560 | −22   | 15:33  |
| 11. | Deportivo Pereira          | 24  | 6  | 3 | 15 | 038:560 | −18   | 15:33  |
| 12. | Santa Fe                   | 24  | 6  | 1 | 17 | 035:560 | −21   | 13:35  |
| 13. | Unión Magdalena            | 24  | 3  | 2 | 19 | 034:760 | −42   | 08:40  |

| (M) | Meister 1955: Independiente Medellín |

## Torschützenliste
| Pl. | Spieler             | Mannschaft             | Tore |
| --- | ------------------- | ---------------------- | ---- |
| 1.  | Jaime Gutiérrez     | Deportes Quindío       | 21   |
| 2.  | José Vicente Grecco | Independiente Medellín | 20   |
| 3.  | Casimiro Ávalos     | Deportivo Pereira      | 17   |